# Бой при Сан-Фернандо
Бой при Сан-Фернандо (англ. Battle of San Fernando) — бой, состоявшийся 25 июля 1927 года между партизанами Аугусто Сесара Сандино и американо-никарагуанским правительственным отрядом во время американской оккупации Никарагуа.
Вскоре после боя за Окоталь, отряд, состоявший из семидесяти восьми американских морских пехотинцев и тридцати семи бойцов национальной гвардии Никарагуа, который возглавлял майор Оливер Флойд, был отправлен на поимку лидера повстанцев Аугусто Сесар Сандино.
Одним из промежуточных пунктов назначения был городок Сан-Фернандо, где расположились повстанцы Сандино. Часовой, поставленный Сандино на окраине городка, покинул свой пост, поэтому американские пехотинцы и никарагуанские гвардейцы вошли в Сан-Фернандо приблизительно в три часа ночи, обнаружив, что он практически пуст.. Чуть позже в результате завязавшейся перестрелки сандинисты были отброшены, оставив после себя одиннадцать убитых. С американской стороны погиб один человек. Также среди пострадавших был один мирный житель.
Бой убедил майора Оливера Флойда, что ему «придется вести настоящую кампанию крови и грома» и участвовать «в настоящей небольшой войне».
Морская пехота майора Флойда продолжит наступление на север Никарагуа и снова попадет в засаду сандинистов в бою при Санта-Кларе 27 июля 1927 года.